# Парк Крутояр (Дніпро)
Парк Крутояр — парк у Соборному районі міста Дніпро, що названо за піонером-героєм німецько-радянської війни Володею Дубініним. Головний вхід до парку від проспекту Гагаріна, від якого йде прохід до його північного краю. Біля входу розташовано пам'ятник Володі Дубініну. Парк у 3,5 гектари у формі трикутника. Південний бік трикутника виходить на Високовольтну вулицю. У центрі парку недобудована будівля казино.
Парк було відкрито в 1967 році. За часу незалежності України парк тривалий не перебував на балансі комунальних підприємств міста, і лише у 2016 році був переданий у підприємство «Міська інфраструктура». У 2017 році було затверджено проект реконструкції і частина парку була закрита.
Загальна вартість робіт із реконструкції парку становила близько 64 мільйонів гривень: на його території був вирівняний ґрунт, замінена наявна в землі каналізація, оновлений зелений масив, у південно-західній частині парку додані ігрова та спортивна зони.
У парку встановлено бюст Володі Дубініну скульпторів Костянтина Чеканьова та Валентина Щедрова. Бюст із каменю розташований на високій стелі з того ж каменю. На стелі напис: «Володі Дубініну». Пам'ятник має невисоку основу, розташований на майданчику, вимощеному тротуарною плиткою та оточеному бордюром.
У 2017 році, за планом декомунізації, пам'ятник потрапив у список об'єктів, що підлягають демонтажу.